# 大徳寺昭輝の天の夢
大徳寺昭輝の天の夢（だいとくじてるあきのてんのゆめ）は、KBCラジオの制作で、日本国内AMラジオ局とKZOO（ハワイ）に配給中の、大徳寺昭輝（本名：伊藤幸長、元天理教布教師）による放送枠買い取りの宗教番組（いわゆる冠番組）。2006年10月に開始した。

## 番組内容
前番組は『大徳寺昭輝昔ばなし』（2004年10月 - 2006年9月、アール・エフ・ラジオ日本、STVラジオ、ラジオ関西、本局等でネット）。これとは別に、ラジオ関西制作の『大徳寺昭輝よりkokoroへ』（2003年10月 - 2006年3月）も併存していた。

## 基本フォーマット
1. お便り紹介
2. ラジオドラマ
3. だいちゃんとのトーク

ラジオドラマは2010年迄古事記を題材にした「神武天皇」。2011年1月2日～2013年6月9日まで「ヤマトタケルノミコト」、2013年6月23日～2023年12月31日まで「遙かなる国へ」。2024年1月7日より「光」を上演。
番組終盤で大徳寺の腹話術による「だいちゃん」という少年キャラクターが登場し、ラジオドラマの回顧を中心にトークを展開する。時には番組前半にも登場して歌を歌う。
稀にフォーマットを取り払って全編でゲスト呼んでのトークや伊勢神宮等でロケすることもある。
特徴としてエンディングに読み上げられる提供クレジット数が非常に多いが、CMは流れない点がある。

## ネット局
それぞれ放送時間の早い順から記載。

### 現在
| 放送対象地域                | 放送局名                 | 放送時間                                        | 備考   |
| --------------------------- | ------------------------ | ----------------------------------------------- | ------ |
| 福岡県                      | KBCラジオ                | 日曜 7:15 - 7:30                                | 製作局 |
| 北海道                      | HBCラジオ                | 日曜 5:00 - 5:15                                |        |
| 石川県                      | 北陸放送（MRO）          | 土曜 6:15 - 6:30                                |        |
| ハワイ州 （アメリカ合衆国） | KZOO                     | 土曜 6:30 - 6:45 （再放送：日曜 22:00 - 22:15） |        |
| 和歌山県                    | 和歌山放送（wbs）        | 日曜 6:00 - 6:15                                |        |
| 神奈川県                    | アール・エフ・ラジオ日本 | 日曜 6:15 - 6:30                                |        |
| 兵庫県                      | ラジオ関西（CRK）        | 日曜 6:15 - 6:30                                |        |
| 島根県・鳥取県              | 山陰放送（BSS）          | 日曜 6:15 - 6:30                                |        |

### 過去
| 放送対象地域 | 放送局名          | 放送時間         |
| ------------ | ----------------- | ---------------- |
| 東海広域圏   | 東海ラジオ（SF）  | 火曜 5:10 - 5:25 |
| 鹿児島県     | 南日本放送（MBC） | 土曜 6:00 - 6:15 |
| 中京広域圏   | CBCラジオ         | 日曜 5:45 - 6:00 |
| 岩手県       | IBC岩手放送       | 日曜 6:00 - 6:15 |
| 広島県       | 中国放送（RCC）   | 日曜 6:00 - 6:15 |
| 富山県       | 北日本放送（KNB） | 土曜 6:00 - 6:15 |
| 沖縄県       | 琉球放送（RBC）   | 土曜 8:15 - 8:30 |
| 新潟県       | 新潟放送（BSN）   | 日曜 5:45 - 6:00 |
| 宮城県       | 東北放送（TBC）   | 日曜 5:45 - 6:00 |
| 北海道       | STVラジオ         | 土曜 5:45 - 6:00 |